# Cerová

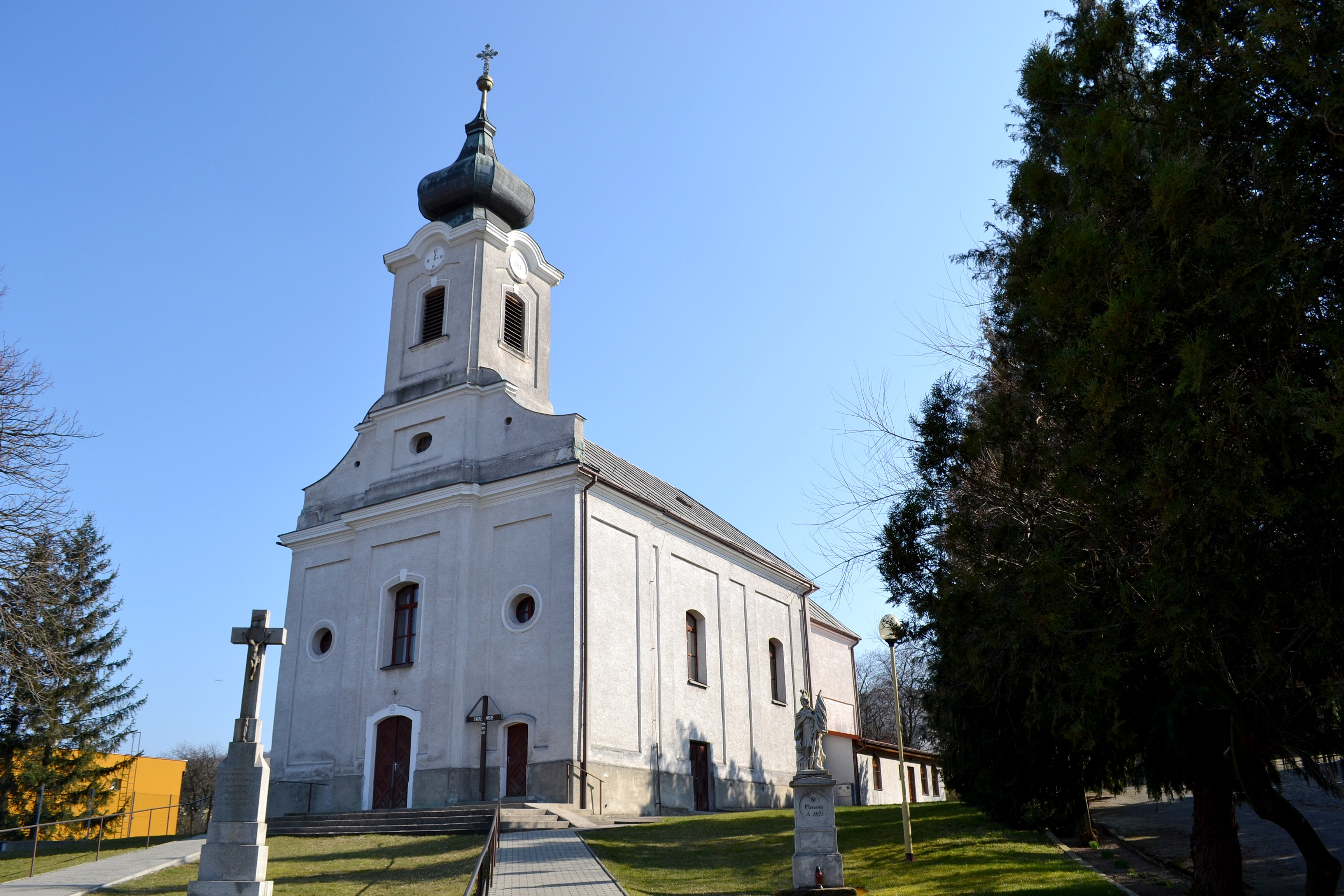
Cerová

Cerová (Hongaars: Korlátkő) is een Slowaakse gemeente in de regio Trnava, en maakt deel uit van het district Senica.
Cerová telt 1.213 inwoners.